# Oreokastro (gmina)
Oreokastro (gr. Δήμος Ωραιοκάστρου, Dimos Oreokastru) – gmina w Grecji, w administracji zdecentralizowanej Macedonia-Tracja, w regionie Macedonia Środkowa, w jednostce regionalnej Saloniki. W 2011 roku liczyła 38 317 mieszkańców. Powstała 1 stycznia 2011 roku w wyniku połączenia dotychczasowych gmin: Oreokastro, Migdonia i Kalitea. Siedzibą gminy jest Oreokastro.